# Felix Kirk Zollicoffer
Felix Kirk Zollicoffer (19 mai 1812 - 19 janvier 1862) est journaliste, membre du congrès des États-Unis du Tennessee au cours de trois mandats, officier de l'armée des États-Unis, et brigadier général confédéré au cours de la guerre de Sécession. Il commande la première invasion confédérée de l'est du Kentucky et est tué au combat lors de la bataille de Mill Springs. Zollicoffer fut le premier général confédéré à mourir sur le théâtre occidental.

## Avant la guerre
Felix Zollicoffer naît dans une plantation à Bigbyville dans le comté de Maury, Tennessee, un des fils de John Jacob et Martha (Kirk) Zollicoffer. Il descend d'émigrants suisses, qui se sont installés en Caroline du Nord, en 1710. Son grand-père, George Zollicoffer, a servi comme capitaine lors de la guerre d'Indépendance, et a été récompensé par une parcelle de terre dans le Tennessee, à titre de paiement pour son service militaire.
Zollicoffer fréquente les écoles locales et étudie pendant un an à l'université Jackson de Columbia, dans le Tennessee. Il la quitte à l'âge de seize ans et devient apprenti imprimeur, s'engage dans l'atelier du journal à Paris, dans le Tennessee, de 1828 jusqu'à 1830. Lorsque le journal ferme, il part pour Knoxville en 1831 et travaille pendant deux ans en tant que compagnons imprimeur pour le Knoxville Register,. Trois ans plus tard, il devient rédacteur en chef et détient des parts du Columbia Observer,. Zollicoffer est élu imprimeur de l'État du Tennessee en 1835,.
Le 24 septembre 1835, il épouse Louisa Pocahontas Gordon, avec qui il a quatorze enfants. Toutefois, seulement six d'entre eux survivent à la petite enfance. Louisa Zollicoffer meurt en 1857.
Zollicoffer édite également le Mercury, pendant un temps, à Huntsville, en Alabama. Il se porte volontaire pour l'armée en 1836 et sert comme sous-lieutenant dans la milice du Tennessee pendant la deuxième guerre séminole en Floride,. Il retourne ensuite dans le Tennessee et devient propriétaire et rédacteur en chef du Columbia Observer et du Southern Agriculturist et, en 1843, le rédacteur en chef du Républican Banner, l'organe du parti Whig de l'État.
Cela amène Zollicoffer dans les cercles politiques, et il est contrôleur du Trésor de l’État entre 1845 et 1849, ainsi que adjudant-général de l'État. Il est membre du Sénat de l'État de 1849 jusqu'en 1852, et est délégué à la convention nationale Whig, en 1852, soutenant le général Winfield Scott. Zollicoffer est lui-même élu en tant que Whig au trente-troisième Congrès des États-Unis et est réélu en tant que candidat du parti Américain au trente-quatrième et trente-cinquième Congrès (4 mars 1853 - 3 mars 1859). Lors de sa première campagne, il se bat en duel avec le rédacteur en chef du journal rival, le Nashville Union. Il refuse d'être candidat à la nomination, en 1858, et se retire de la vie publique. Il soutient son collègue modéré du Tennessee John Bell (CU) pour l'élection à la présidence de 1860.
À la suite de la sécession du Sud Profond, en 1861, Zollicoffer participe à la convention pour la paix à Washington, DC dans une tentative pour éviter la guerre civile qui approche. Fervent partisan du droit de États, Zollicoffer s'oppose néanmoins à la sécession du Tennessee de l'Union.

## Guerre de Sécession

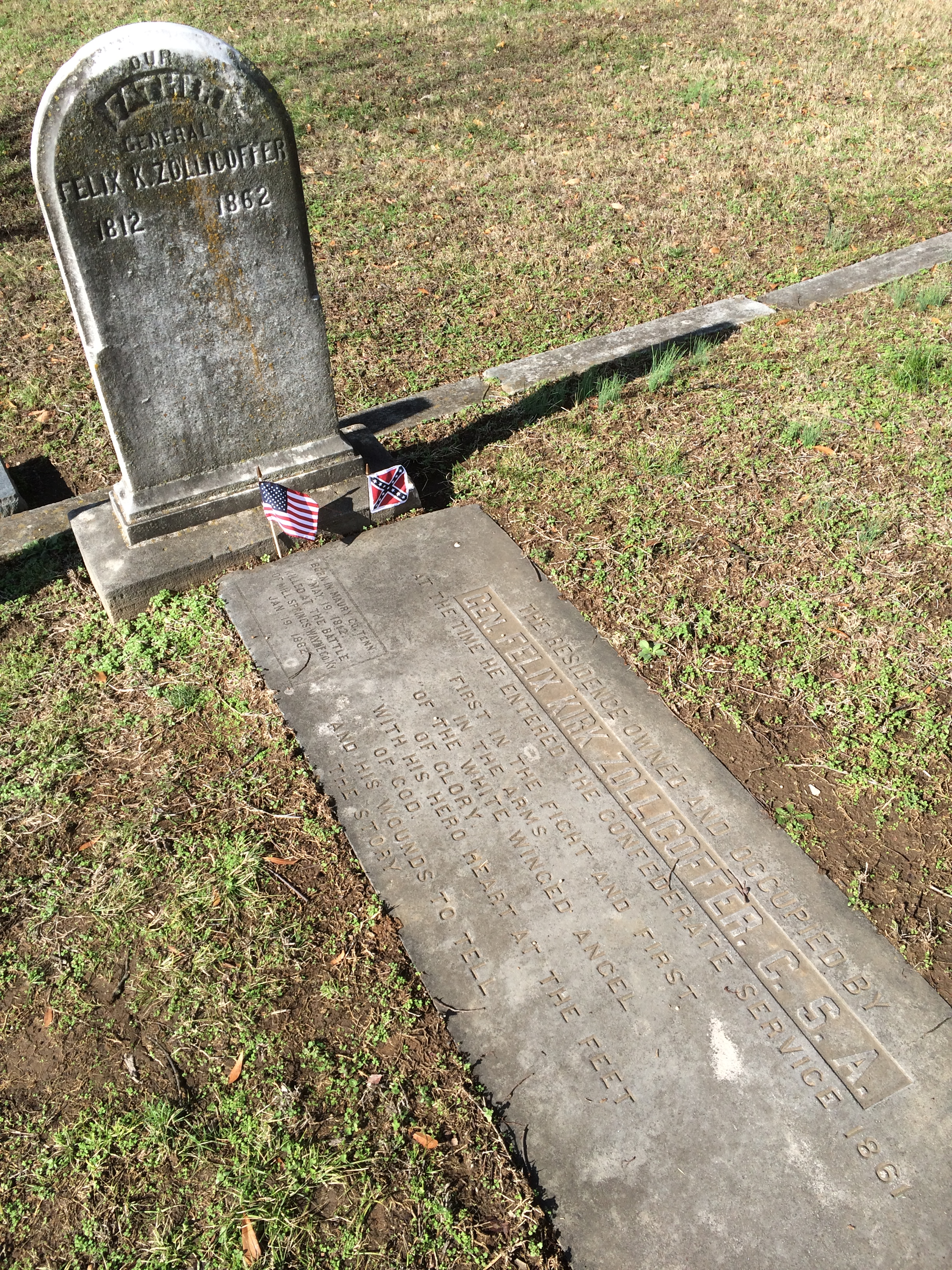
Tombe du Général Felix Kirk Zollicoffer, Général Confédéré au cimetière de Nashville

Les électeurs du Tennessee rejettent l'appel pour une convention de sécession en février 1861. Le gouverneur du Tennessee Isham Harris manœuvre rapidement l'État pour le placer dans une position où la sécession est inévitable. Le 6 mai 1861, la législature du Tennessee, poussée par Harris, adopte une « déclaration d'Indépendance et une ordonnance ». Les électeurs doivent voter pour la ratification de cette mesure, le 8 juin. Un vote séparé à la même date détermine si le Tennessee doit se joindre à la Confédération si les électeurs approuvent la mesure affirmant l'indépendance de l'État. Le 9 mai, un comité de l'assemblée législative publie une explication parrainée par Harris à propos de l'alliance militaire que le Tennessee a conclue avec la Confédération le 7 mai. Au cours de la période s'étalant entre avril et juillet, Harris organise une armée, l'armée provisoire du Tennessee,.
À l'annonce de la formation de l'armée provisoire du Tennessee, Zollicoffer offre ses services à l'armée de l'État. En dépit de sa brève expérience au combat, il est nommé brigadier général de l'armée provisoire du Tennessee, le 9 mai 1861, par le gouverneur Isham Harris,.
Le 9 juillet 1861, Zollicoffer est nommé brigadier général de l'armée des États confédérés. Bien que l'armée des États confédérés commence à absorber l'armée provisoire du Tennessee, le 31 juillet 1861, les troupes de Zollicoffer n'entrent pas au service confédéré avant la fin du mois d'octobre. Pendant près de quatre mois, Zollicoffer est dans la position étrange d'être un général de l'armée confédérée chargé des troupes de l'État.
Harris a d'abord tenté d'influencer la population favorable à l'Union à l'est du Tennessee  avec une politique conciliante et le stationnement de seulement quinze compagnies de troupes dans la région. Le 26 juillet 1861, Harris, qui est toujours à la tête des forces de l'État du Tennessee ordonne à Zollicoffer et aux 4 000 premières recrues de Knoxville de se mettre en position pour réprimer la résistance à la sécession dans l'est du Tennessee, le nommant commandant du district du Tennessee oriental. Harris est réélu gouverneur, le 8 août 1861, et le 18 août, il ordonne à Zollicoffer d'arrêter et, si nécessaire, de bannir les dirigeants des factions pro-unionistes de l'État, changeant sa politique de la clémence vers la force.
Dans un effort pour empêcher une incursion de l'armée de l'Union dans l'Est du Tennessee, Zollicoffer prend l'initiative et occupe Cumberland Gap le 14 septembre 1861. Zollicoffer est ensuite responsable de la protection de la ligne confédérée de 206 kilomètres (128 miles) Cumberland Gap et Tompkinsville, Kentucky,. Sur 114 kilomètres (71 miles), cette ligne traverse les montagnes Cumberland. Le 15 septembre 1861, le général Albert Sidney Johnston assume le commandement des forces  confédérées sur le théâtre occidental entre les Appalaches et le Mississippi. Il conserve Zollicoffer en tant que chef de district dans l'est du Tennessee.
Le 17 septembre 1861, Zollicoffer envoie une force par le Cumberland Gap le long de la route du Wilderness pour conduire l'armée de l'Union de Barbourville, au Kentucky, pour soulager la pression récemment mise sur la ligne confédérée à Bowling Green, au Kentucky et déjouer la course attendue du brigadier-général George H. Thomas, dans l'est du Tennessee et du Cumberland Gap en le forçant à conserver sa force dans le Kentucky. Le 19 septembre, 800 hommes de Zollicoffer sous les ordres du colonel Joel Battle tendent une embuscade contre la force de l'Union d'environ 150 gardes alors qu'ils sont à la recherche de nourriture et les repoussent hors de Barbourville lors de la bataille mineure de Barbourville,,. Un autre détachement de la force de Zollicoffer sous les ordres du colonel James Rains disperse un campement de recrues de l'Union à Laurel Pont, Kentucky le 26 septembre 1861, tandis que les mines de sel de Goose Creek sont attaquées par une deuxième unité confédérée du colonel D. H. Cummings qui emporte 200 barils de sel,. La force de Zollicoffer est essentiellement sur un raid et se retire bientôt,.
À la mi-octobre 1861, une grande partie de la force de Zollicoffer marche sur 64 kilomètres (40 miles) à partir de Cumberland Gap vers London, dans le Kentucky. À la bataille de Wildcat Mountain le 21 octobre 1861, la force de Zollicoffer est entravée par une force de l'Union combattant sur un terrain accidenté et il recule vite dans les régions rurales de l'est du Tennessee, qui reste favorable à l'Union,.
En novembre 1861, Zollicoffer change de stratégie et s'avance vers l'ouest, puis de nouveau dans le sud-est du Kentucky pour renforcer le contrôle confédéré de la région située juste au sud de Somerset. Il espère que cela le placera dans une position d'être renforcé par les forces confédérées de Bowling Green, et de déloger la force de Thomas hors de la région. Avant qu'il ne parte pour l'ouest, Zollicoffer laisse des forces à la garde de Cumberland Gap et des trois autres approches du Tennessee oriental.
Zollicoffer part vers l'ouest et établit un campement à Mill Springs, dans le Kentucky (près de l'actuelle ville de Nancy, dans le Kentucky), sur la rive sud de la rivière Cumberland. Le 6 décembre, il déplace sa force jusqu'à la rive nord de la rivière où il pense qu'il pourra mieux ravitailler ses hommes, construire des fortifications et surveiller la force de Thomas,. C'est une tactique risquée, car les hommes de Zollicoffer sont mal équipés, mal entraînés et indisciplinés,. Ils ne sont pas bien préparés pour répondre à la menace croissante de l'Union et les espoirs de Zollicoffer d'attente qui permettrait de résoudre ce problème par la réception des fournitures et des renforts à Beech Grove, en face de Mill Springs, est trop optimiste. Beaucoup d'hommes dans les rangs confédérés dans le Tennessee qui auraient pu renforcer la force de Zollicoffer restent sans armes. La propre force de réserve de Zollicoffer à Knoxville est en partie non armée.
Dans ces circonstances, en décembre 1861, sans les  fournitures ou les réserves nécessaires, Zollicoffer n'est pas en mesure de marcher contre la force de l'Union. Le 20 décembre 1861, Zollicoffer ne répond pas à un mouvement d'une force commandée par le brigadier-général Albin F. Schoepf qui tente de provoquer Zollicoffer pour qu'il engage sa force dans un combat à découvert. Le colonel William H. Carroll ne quitte pas Knoxville avec sa brigade pour rejoindre Zollicoffer avant le 16 janvier 1862. En fin de compte, il ne peut apporter qu'un seul régiment à Mill Springs, ayant reçu l'ordre d'envoyer le reste de ses hommes à Bowling Green.
Non informé de la situation dans l'est du Tennessee et du plan de Zollicoffer, le 8 décembre 1861, le président confédéré Jefferson Davis nomme le major-général George B. Crittenden au commandement du district du Tennessee oriental, afin de mener un groupe dans le Kentucky. Crittenden assure  le commandement du district seulement pour s'apercevoir que les dix régiments de soldats qu'il s'attendait à trouver n'existent pas. Crittenden conserve Zollicoffer en tant que commandant de la première brigade de son armée. Le 15 décembre, Zollicoffer envoie un mot à Crittenden lui indiquant que Thomas a dix régiments sous son commandement. En s'attardant à Knoxville, pendant plus de deux semaines, Crittenden envoie un mot à Zollicoffer qu'il recule vers la rive sud de la rivière Cumberland. Zollicoffer a alors seulement deux radeaux pour traverser la rivière en crue qui est à peu près à l'étape d'inondation. Donc, il reste à Beech Grove sur la rive nord de la rivière.
Le 1er janvier 1862, Thomas part de son camp à Lebanon, dans le Kentucky, pour rejoindre les troupes de Schoepf venant de Somerset. Le 2 janvier, Crittenden arrive à Mill Springs et décide que les confédérés devraient attaquer Thomas avant qu'il ne puisse se joindre à Schoepf. La force confédérée d'environ 6 500 hommes pourrait avoir résisté à une attaque à l'intérieur de leurs fortifications, mais la force plus importante de Thomas aurait l'avantage à terrain découvert. En raison de la pluie incessante et la boue qui en résulte, Thomas a besoin de 18 jours pour déplacer sa force et son équipement de Lebanon à Logan's Crossroads. Le 18 janvier 1862, Crittenden ordonne une avance à minuit alors que les deux forces de l'Union sous les ordres de Thomas et de Schoepf sont séparées par le Fishing Creek gonflé par la pluie. Zollicoffer commande la première brigade vers Logan's Crossroads alors que Carroll commande la brigade suivante,.
Après avoir marché sur 13 kilomètres (8 miles) sous une pluie battante, les tirailleurs de Zollicoffer attaquent les piquets de l'Union à 1,6 kilomètre (1 mile) au sud de l'intersection des routes de Mill Springs et de Colombia-Somerset,. S'ensuit la bataille de Mill Springs, parfois appelée bataille de Fishing Creek ou bataille de Logan's Crossroads, un combat de trois heures sous une pluie battante, du brouillard et de la fumée de la bataille sur du terrain plus densément boisé. Les confédérés non entraînés sont totalement perturbés par cette situation et leur organisation est perdue. Pour ajouter à la confusion, certains confédérés sont vêtus d'uniformes bleus. Le 15th Mississippi Infantry Regiment confond le 4th Kentucky Infantry Regiment avec des confédérés vêtus en bleu. Dans la confusion, Zollicoffer, myope, vêtu d'un imperméable blanc, chevauche dans les lignes du 4th Kentucky et commence à discuter du problème avec le colonel de l'Union, Speed S. Fry. Un aide de camp confédéré chevauche alors dans le brouillard tirant sur la force de l'Union. Les soldats de l'Union ripostent, tuant Zollicoffer qui a commencé à s'éloigner avant que l'incident qui éclate. L'historien Larry J. Daniel suit certains autres récits qui prétendent que Fry a reconnu et abattu Zollicoffer. Il déclare en outre que Fry, et non Zollicoffer, a chevauché dans les lignes ennemies et a commencé la conversation, se retournant contre Zollicoffer lorsque l'aide-de-camp confédéré est apparu. L'historien Stuart W. Sanders traite de la rencontre avec la plus grande longueur et cite aussi un récit ultérieur du colonel Fry. Il affirme que les deux officiers sortent de leurs lignes, et que Fry pense d'abord que Zollicoffer est un officier de l'Union. Fry affirme avoir abattu Zollicoffer. D'autres récits précisent que Fry a également appelé quelques-uns de ses hommes pour tirer, bien que Fry le dément plus tard,.
Beaucoup des anciennes armes à silex confédérées ne seraient pas en état de tirer en raison de l'humidité et la mort de Zollicoffer démoralise les hommes qui commencent à retraiter. Thomas envoie six régiments contre le faible flanc confédéré causant l'effondrement de la ligne confédérée et la retraite vers Beech Grove. Crittenden retire le reste de la force derrière la rivière Cumberland pendant la nuit sur un petit bateau à vapeur et quelques péniches. Il laisse son artillerie, des mules, des équipements et la plupart de son ravitaillement en alimentation, sur la rive nord. L'Union obtient une victoire importante et remonte son moral alors que les confédérés ont perdu un général courageux, si ce n'est qualifié, avec environ 500 hommes et l'équipement et les fournitures de la petite armée.

## Inhumation
Les fédéraux traitent le corps de Zollicoffer avec respect. Il est embaumé par un chirurgien de l'Union et est rapatrié dans le Tennessee et est inhumé dans le vieux cimetière de la ville de Nashville.

## Parc Zollicoffer
Le parc Zollicoffer, un cimetière confédéré, contenant un charnier de confédérés tombés au combat, se trouve juste à l'extérieur de Nancy (Il y a aussi un cimetière de l'Union situé à Nancy, le cimetière national de Mill Springs, le plus ancien de tous les cimetières nationaux accueillant encore des sépultures ailleurs qu'au cimetière national d'Arlington). Ce parc public reçoit au moins deux événements commémoratifs, chaque année, le 19 janvier (« cette matinée sombre du sabbat ») et l'autre sur lors de la journée de commémoration. Il y a aussi des reconstitutions de la bataille de Mill Springs.